# François Pierre Faye-Lachèze
François Pierre Faye-Lachèze est un homme politique français né le 17 mars 1756 à Voutezac (Corrèze) et mort à une date inconnue.

## Biographie
Médecin à Brive, il est député de la Corrèze de 1791 à 1792 et siège avec la majorité.

## Sources
- « François Pierre Faye-Lachèze », dans Adolphe Robert et Gaston Cougny, Dictionnaire des parlementaires français, Edgar Bourloton, 1889-1891 [détail de l’édition]